# Перегняк Дмитро Михайлович
Дмитро́ Миха́йлович Перегня́к — капітан медичної служби Збройних сил України, учасник російсько-української війни.
Станом на 2008 рік — начальник медичної служби військової частини А-1673.

## Нагороди
За особисту мужність і героїзм, виявлені у захисті державного суверенітету та територіальної цілісності України, вірність військовій присязі під час російсько-української війни
- нагороджений орденом «За мужність» III ступеня (9.4.2015).